# Église Saint-Ferréol de Saint-Forget
L'église Saint-Nicolas est une église catholique située à Saint-Forget, en France. Elle est aussi appelée chapelle Saint-Gilles.

## Localisation
L'église est située dans le département français des Yvelines, sur la commune de Saint-Forget.

## Historique
Un sanctuaire dédié à Saint-Gilles et situé à l'emplacement du chœur de l'église fut édifié au XIIe siècle et agrandi au XIIIe siècle. Le bâtiment date à proprement parler du XVIe siècle. Le plafond date du XVIIe siècle, et le porche du XVIIIe siècle. Elle est comprise dans le parc du château de Dampierre depuis la seconde moitié du XVIIe siècle.

## Description

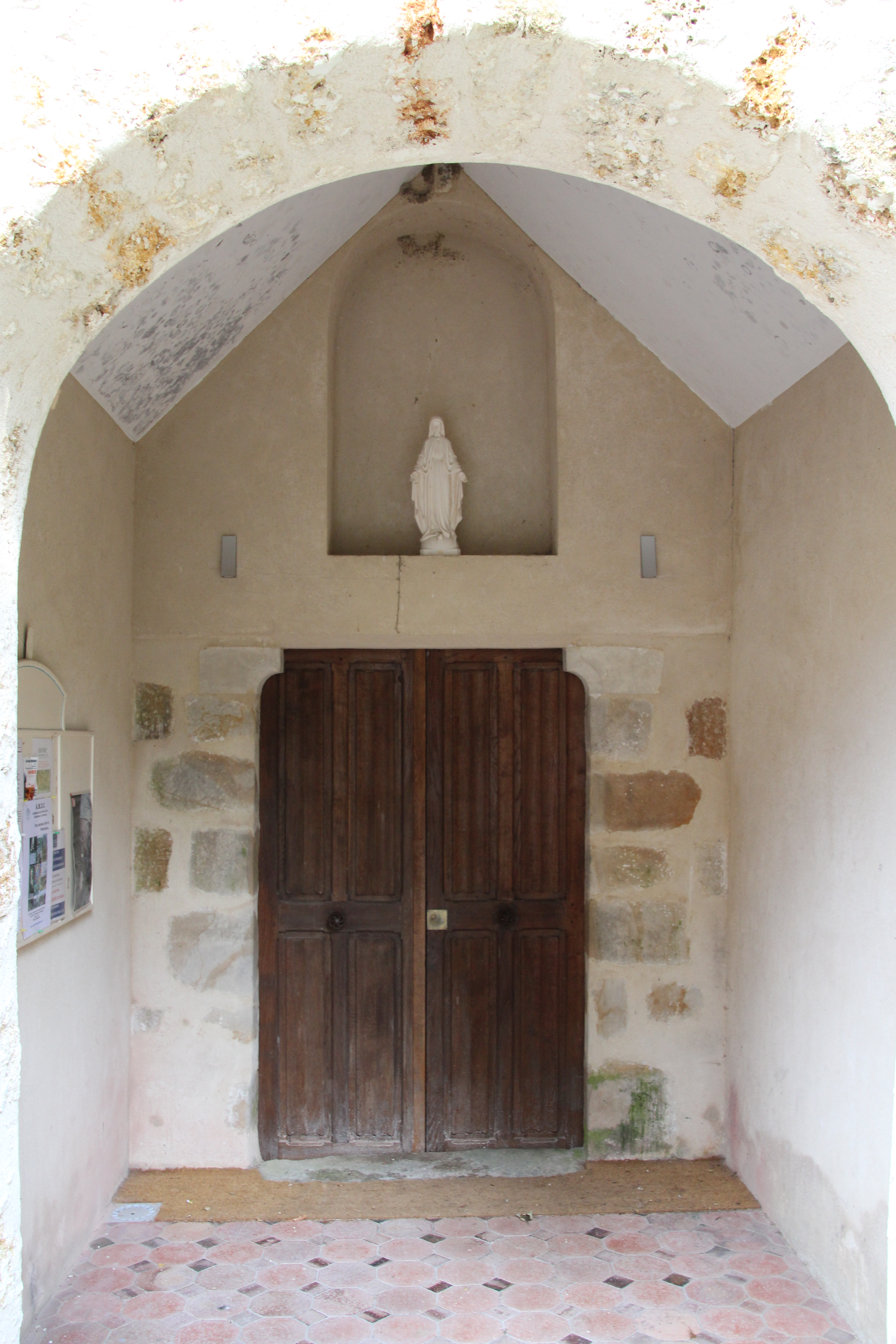
Église Saint-Ferréol de Saint-Forget en 2013.

C'est un édifice construit sur un plan en croix latine. Le matériau est essentiellement de la meulière extraite localement. La façade est précédée d'un porche couvert avec une entrée en plein cintre. Les murs sont percés par des baies en plein cintre. Sa couverture est faite de deux pans se terminant sur un chevet arrondi.